# Estación Villegas (Sarmiento)
Villegas es una estación ferroviaria ubicada en la ciudad de General Villegas, en el partido de Partido de General Villegas, Provincia de Buenos Aires, Argentina.

## Ubicación
La estación se encuentra ubicada a 470 km de la Estación Once. provincia de Buenos Aires

## Servicios
No presta servicios de pasajeros desde agosto de 2015.
Sus vías están concesionadas a la empresa de cargas Ferroexpreso Pampeano